# Micrathyria divergens
Micrathyria divergens – gatunek ważki z rodziny ważkowatych (Libellulidae).